# 北海道道783号東大里瀬棚停車場線

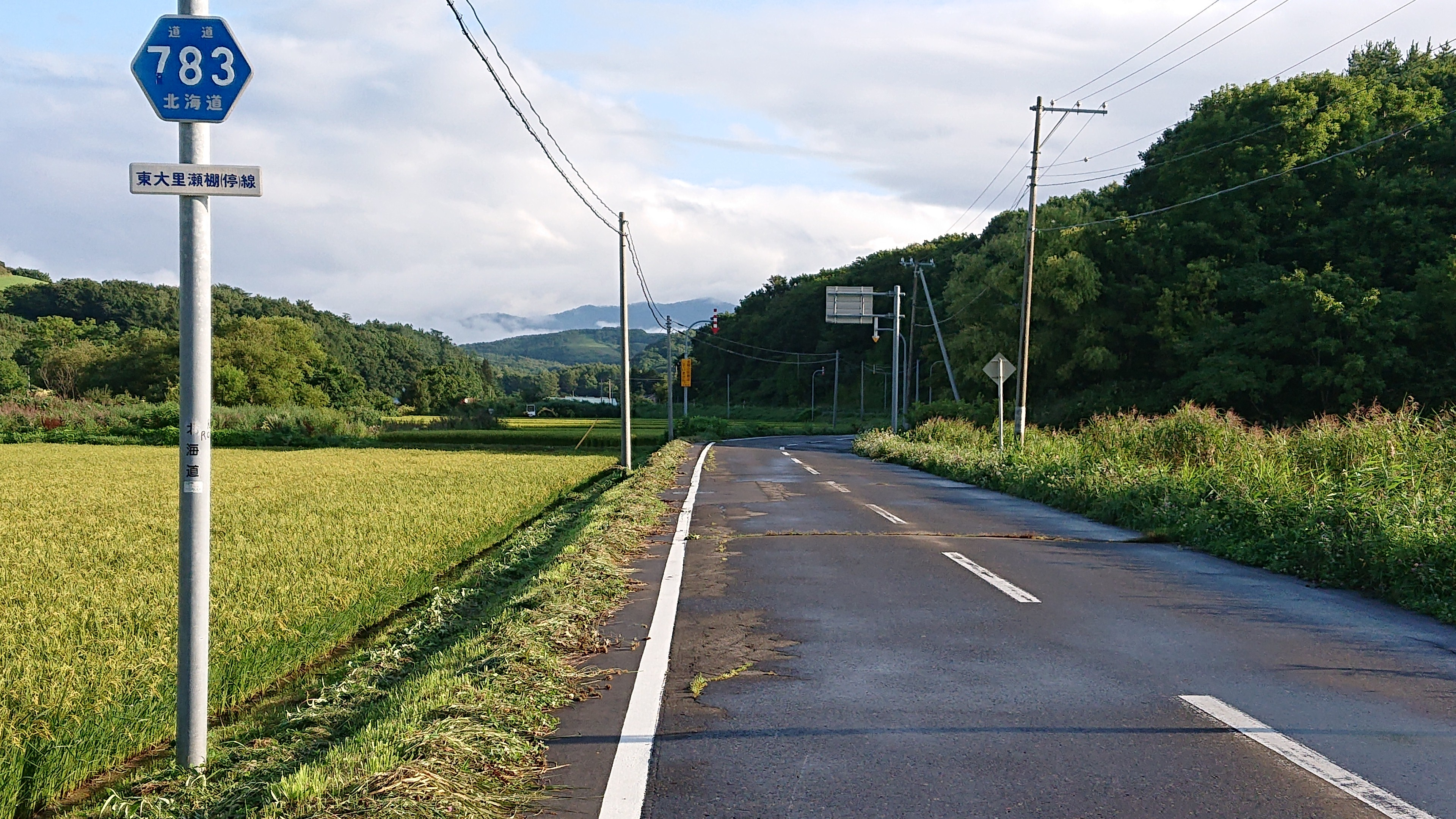
北海道道783号東大里瀬棚停車場線

北海道道783号東大里瀬棚停車場線（ほっかいどうどう783ごう ひがしおおさとせたなていしゃじょうせん）は、北海道久遠郡せたな町瀬棚区内を結ぶ一般道道（北海道道）である。

## 概要

### 路線データ
- 起点：北海道久遠郡せたな町瀬棚区東大里
- 終点：北海道久遠郡せたな町瀬棚区本町（旧国鉄 瀬棚線 瀬棚駅跡）
- 総延長：11.080 km
- 実延長：10.697 km
- 重用延長：0.383 km

## 歴史
- 1972年（昭和47年）3月31日 - 路線認定[1]。
- 1987年（昭和62年）3月16日 - 瀬棚線の廃線に伴い、瀬棚駅は廃駅となる。

## 路線状況

### 重複区間
- 国道229号：せたな町瀬棚区協和 - せたな町瀬棚区本町
- 北海道道447号西大里瀬棚停車場線：せたな町瀬棚区本町 - 終点

## 地理

### 通過する自治体
- 檜山振興局
  - 久遠郡せたな町

### 交差する道路
せたな町
- 国道229号 - 瀬棚区協和、瀬棚区本町（重複）
- 北海道道447号西大里瀬棚停車場線 - 瀬棚区本町（重複）
- 北海道道459号瀬棚港線 - 瀬棚区本町（終点）